# Festen har börjat
Festen har börjat – Ett samlingsalbum 1972–2001 är ett samlingsalbum av Tomas Ledin släppt 21 maj 2001. På albumlistorna toppade det i Sverige den 7 juni–26 juli 2001, samt återigen den 24 augusti 2001, och nådde som högst andra plats i Norge och 34:e plats i Finland.
Intressant att notera att låten "Festen har börjat" är censurerad och förkortad jämfört med originalet från albumet "Natten är ung" från 1976. En vers som anspelar på droger och lånade pengar har strykts helt. 

## Låtlista

### CD 1
1. Sommaren är kort
2. Festen har börjat
3. Vi är på gång
4. Hon gör allt för att göra mig lycklig
5. Minns du Hollywood
6. En dag på stranden
7. I natt är jag din
8. Lika hopplöst förälskad
9. Hopp (om en ljusare värld)
10. Genom ett regnigt Europa
11. Det finns inget finare än kärleken
12. Mademoiselle
13. Varje steg för oss närmare varann
14. Not Bad at All
15. What Are You Doing Tonight?
16. Svenska flickor
17. Du om någon borde veta
18. Blå, blå känslor
19. Släpp hästarna fria
20. Snart tystnar musiken

### CD 2
1. En del av mitt hjärta
2. Du kan lita på mig
3. Sensuella Isabella
4. Just nu
5. En vind av längtan
6. Never Again
7. Det ligger i luften
8. För dina ögons skull
9. Knivhuggarrock
10. Det blir inte alltid som man har tänkt sig
11. Vi ska gömma oss i varandra
12. Här kommer den nya tiden
13. På vingar av stål
14. Då ska jag spela
15. Håll om mig en sista gång

#### Bonus
1. I natt är jag din (remix)
2. En partymix (Tillfälligheternas spel)
3. Sommaren är kort (remix)
4. En samlingsmix
5. Blå, blå känslor (version)

## Listplaceringar
| Lista (2001-2002) | Position |
| ----------------- | -------- |
| Finland           | 26       |
| Norge             | 2        |
| Sverige           | 1        |